# Veronica Angeloni
Veronica Angeloni (née le 6 juillet 1986 à Massa, dans la province de Massa-Carrara en Toscane) est une joueuse italienne de volley-ball. Elle mesure 1,86 m et joue au poste de réceptionneuse-attaquante.

## Biographie
En 2017 elle participe à la saison 2 de Grande Fratello VIP.

## Clubs
| Club                   | Pays   | De        | À         |
| ---------------------- | ------ | --------- | --------- |
| Pallavolo Carrarese    | Italie | 1998-1999 | 2000-2001 |
| Club Italia            | Italie | 2001-2002 | 2003-2004 |
| Chieri Volley          | Italie | 2004-2005 | 2004-2005 |
| Asystel Volley         | Italie | 2005-2006 | 2005-2006 |
| Chieri Volley          | Italie | 2006-2007 | 2006-2007 |
| Volley Vicenza         | Italie | mars 2007 | mai 2007  |
| Volley 2002 Forlì      | Italie | 2007-2008 | 2007-2008 |
| Sirio Perugia          | Italie | 2008-2009 | 2008-2009 |
| River Volley Piacenza  | Italie | 2009-2010 | 2009-2010 |
| Sirio Perugia          | Italie | jan 2010  | 2010-2011 |
| Spes Volley Conegliano | Italie | 2011-2012 | 2011-2012 |
| Zarechie Odintsovo     | Russie | jan 2012  | 2012-2013 |
| IHF Volley Frosinone   | Italie | 2013-2014 | …         |

## Palmarès

### Équipe nationale
- Championnat d'Europe des moins de 18 ans
  - Finaliste : 2003.

### Clubs
- Top Teams Cup
  - Vainqueur : 2005, 2006.
- Supercoupe d'Italie
  - Vainqueur : 2005.

### Récompenses individuelles
- Championnat d'Europe féminin de volley-ball des moins de 18 ans 2003: Meilleure attaquante.